# Китка (Варненская область)
Китка (болг. Китка) — село в Болгарии. Находится в Варненской области, входит в общину Аврен. Население составляет 264 человека.

## Политическая ситуация
В местном кметстве Китка, в состав которого входит Китка, должность кмета (старосты) исполняет Тодорка Любенова Павлова (коалиция в составе 2 партий: Национальное движение «Симеон Второй» (НДСВ), Болгарская социал-демократия (БСД)) по результатам выборов правления кметства.
Кмет (мэр) общины Аврен — Красимир Христов Тодоров (коалиция в составе 2 партий: Национальное движение «Симеон Второй» (НДСВ), Болгарская социал-демократия (БСД)) по результатам выборов в правление общины.